# Ostrowy (gmina w województwie łódzkim)
Ostrowy (do 1953 Błonie, od 1973 Nowe Ostrowy) – dawna gmina wiejska istniejąca w latach 1953–1954 w woj. łódzkim. Siedzibą gminy były Ostrowy.
Gmina Ostrowy powstała 21 września 1953 roku w województwo łódzkim, w powiecie kutnowskim, w związku z przemianowaniem gminy Błonie na gminę Ostrowy. Gmina została zniesiona 29 września 1954 roku wraz z reformą wprowadzającą gromady w miejsce gmin.
Jednostka została przywrócona 1 stycznia 1973 roku po reaktywowaniu gmin w miejsce gromad, lecz pod nazwą gmina Nowe Ostrowy, z siedzibą w Nowych Ostrowach.